# مهرآباد (گراش)
مهرآباد یک روستا در ایران است که در دهستان ارد شهرستان گراش واقع شده‌است.